# Copa de Campeones de la Concacaf 1968
La Copa de Campeones de 1968 fue la cuarta edición de la Copa de Campeones de la Concacaf, torneo de fútbol a nivel de clubes más importante de Norteamérica, Centroamérica y el Caribe. En la ronda final participarían 3 equipos de 3 diferentes países. El torneo comenzó el 3 de abril y culminó el 19 de diciembre de 1968. Por primera vez participa un club surinamés: Transvaal
El campeón fue el Toluca de México, que logró así su primer título en la competición. Se coronó debido a la descalificación de Transvaal de Surinam y Aurora de Guatemala, rivales en la ronda final, por lo tanto fue declarado campeón. Gracias a ello, disputó la novedosa Copa Interamericana 1968 frente a Estudiantes de Argentina. Además, se clasificó a la segunda ronda de la Copa de Campeones de la Concacaf 1969.

## Equipos participantes
En cursiva los equipos debutantes en el torneo.
| País                         | Equipo              |
| ---------------------------- | ------------------- |
| México · 1 cupo              | Deportivo Toluca    |
| Surinam 1 cupo               | SV Transvaal        |
| Guatemala · 1 cupo           | Aurora FC           |
| El Salvador · 1 cupo         | Alianza FC          |
| Costa Rica · 1 cupo          | LD Alajuelense      |
| Honduras 1 cupo              | CD Olimpia          |
| Estados Unidos 1 cupo        | Greek American AA   |
| Bermudas 1 cupo              | Somerset Trojans    |
| Antillas Neerlandesas 1 cupo | RKSV Scherpenheuvel |

## Zona Norteamericana

### Primera ronda
| 26 de mayo de 1968 | Somerset Trojans | 2:1 | Greek-American | Estadio Nacional, Hamilton |  |
|                    | Smith · Russell  |     | Andreov        |                            |  |

| 2 de junio de 1968                                                          | Greek-American | 1:0 | Somerset Trojans | Downing Stadium, Nueva York |  |
|                                                                             | D. Tzimas      |     |                  |                             |  |
| Debido a que el marcador global quedó 1-1, se hizo un partido de desempate. |                |     |                  |                             |  |

| 7 de julio de 1968 | Greek-American         | 2:1 (Global 4:3) | Somerset Trojans | Downing Stadium, Nueva York |  |
|                    | Kosmidis · Tsalouhidis |                  | Horton           |                             |  |

### Segunda ronda
| 29 de septiembre de 1968 | Toluca                                                           | 4:1 (2:1) | Greek-American       | Estadio Luis Dosal, Toluca de Lerdo                                    |                                                                        |
|                          | Epaminondas 14', 85' (pen.) · Ruvalcaba 25' (t.l.) · Linares 59' |           | Tonorezos 33' (pen.) | Asistencia: 12000 espectadores Árbitro(s): Luis Paulino Siles Calderón | Asistencia: 12000 espectadores Árbitro(s): Luis Paulino Siles Calderón |

| 6 de octubre de 1968 | Greek-American        | 2:3 (Global 3:7) | Toluca                          | Downing Stadium, Nueva York |  |
|                      | Jurisenvik · Kosmidis |                  | Ruvalcaba · Dosal · Epaminondas |                             |  |

## Zona Centroamericana

### Primera ronda
| 3 de abril de 1968, 20:00 | Alajuelense | 0:2 (0:2) | Aurora                  | Estadio Nacional, San José |                           |
|                           |             |           | Molina 12' · Roldán 20' | Árbitro(s): Valentín Gazo  | Árbitro(s): Valentín Gazo |

| 7 de abril de 1968, 11:00 | Aurora | 0:1 (0:1) (Global 2:1) | Alajuelense | Estadio Mateo Flores, Ciudad de Guatemala |                              |
|                           |        |                        | Vega 35'    | Árbitro(s): Clemente Rugiero              | Árbitro(s): Clemente Rugiero |

| 21 de abril de 1968 | Alianza    | 1:2 (1:1) | Olimpia                  | Estadio Flor Blanca, San Salvador |  |
|                     | Jacques 3' |           | Taylor 42' · Rosales 51' |                                   |  |

| 28 de abril de 1968 | Olimpia    | 1:0 (1:0) (Global 3:1) | Alianza | Estadio Nacional, Tegucigalpa |                           |
|                     | Flores 32' |                        |         | Árbitro(s): Valentín Gazo     | Árbitro(s): Valentín Gazo |

### Segunda ronda
| 3 de noviembre de 1968 | Olimpia     | 1:1 (1:1) | Aurora     | Estadio Nacional, Tegucigalpa |  |
|                        | Rosales 35' |           | Recinos 5' |                               |  |

| 10 de noviembre de 1968 | Aurora                                   | 4:0 (1:0) (Global 5:1) | Olimpia | Estadio Mateo Flores, Ciudad de Guatemala |                              |
|                         | Alemán 17', 59' · Frank 55' · Balboa 58' | Reporte                |         | Árbitro(s): Leonel Bojórquez              | Árbitro(s): Leonel Bojórquez |

## Zona del Caribe
| 22 de abril de 1968 | Scherpenheuvel     | 1:1 | Transvaal | Estadio Willemstad, Willemstad |  |
|                     | Lagadeau ?' (a.g.) |     | Schal     |                                |  |

| 2 de mayo de 1968 | Transvaal        | 3:1 (Global 4:2) | Scherpenheuvel | Estadio Surinam, Paramaribo |  |
|                   | Vanenburg · Lora |                  | Desconocido    |                             |  |

## Ronda final
- Toluca
- Transvaal
- Aurora

### Semifinal
| 27 de noviembre de 1968 | Transvaal | 1:1 | Aurora | Estadio Surinam, Paramaribo |  |
|                         | Swie San  |     | Alemán |                             |  |

| 1 de diciembre de 1968 | Aurora | 0:2 | Transvaal | Estadio Surinam, Paramaribo |  |
| Ambos equipos fueron descalificados porque Transvaal usó a 3 jugadores no elegibles y Aurora causó una pelea durante el partido. |        |     |           |                             |  |

### Final
- Debido a la descalificación de Aurora y Transvaal, Toluca fue declarado campeón el 19 de diciembre porque no tuvo rival en la final.

| Toluca Campeón 1.er título |